# Maciej Pstrokoński (zm. 1707)
Maciej Pstrokoński z Burzenina herbu Poraj (zm. 1707) – stolnik gostyniński i kasztelan spicymierski. Od 1706 wojewoda brzeskokujawski, poseł na sejm.

## Życiorys
W 1674 podpisał elekcję Jana III Sobieskiego z województwem sieradzkim, z tegoż województwa posłował na sejm 1681 roku. W 1682 był stolnikiem gostyńskim, od 1685 – kasztelanem spicymierskim. Na sejmiku 11 lipca 1695 został wyznaczony do rozdziału pieniędzy na wojsko. W okresie bezkrólewia, po śmierci Jana III Sobieskiego został sędzią kapturowym i 27 lipca 1696 podpisał konfederację szlachty sieradzkiej w obronie praw i wolnej elekcji. 11 lutego 1697 podpisał manifest szlachty sieradzkiej przeciw marszałkowi sejmiku relacyjnego Aleksandrowi Walewskiemu, który bezprawnie doprowadził do zmiany taryfy podatkowej. Na sejmie elekcyjnym 1697 głosował na Augusta II, jako deputat podpisał jego pacta conventa. 9 września 1697 wybrano go na deputata do Trybunału Koronnego. Od początku wojny północnej działał po stronie Augusta II. Na sejmiku 1 października 1703 wybrany został do komisji skarbowej. 1 kwietnia 1704 nie dopuścił do sejmiku i utworzenia konfederacji przez zwolenników Stanisława Leszczyńskiego. 7 lutego 1707 wziął udział w radzie, która odbywała się we Lwowie na której podpisał poparcie dla konfederacji sandomierskiej
Był jednym z najzamożniejszych ludzi w województwie  sieradzkim. Od 1677 miał wieś Ligotę, którą dostał od ojca. Stała się ona jego rezydencją. Po ojcu odziedziczył znaczne dobra województwie sieradzkim Widawę i Dąbrowę,dobra ziemskie w kaliskim na Kujawach i Pomorzu. 
Dwukrotnie żonaty z Marianną z Dąmbskich, córką Hieronima, miecznika inowrocławskiego, dwukrotną wdową. Drugą jego żoną była Marianna z Działyńskich. Z drugiego małżeństwa miał jedyne dziecko córkę Justynę, zmarł około połowy 1707.